# سامسونج جالكسي نوت 8
سامسونج جالكسي نوت 8 هو جهاز ذكي من نوع فابلت تم تصميمه وتطويره وتسويقه بواسطة شركة سامسونج للإلكترونيات.
تم كشف النقاب عنه في يوم 23 أغسطس سنة 2017.

## التاريخ
في اليوم 21 يوليو سنة 2017 غردت سامسونج في تويتر بمقطع تشويقي يظهر به جهاز أسود اللون وقلم يقوم بتدوين تاريخ مؤتمرها التالي لعرض الجهاز وهو 23 أغسطس 2017.

## مواصفات الجهاز
الهاردوير
مواصفات الجالكسي نوت 8 مشابهة وقريبة لسامسونج جالكسي إس 8,النوت 8 يعمل بالمعالجيّ إكسينوس 8895 و كوالكوم سناب دراغون 835, وبشاشة سوبر أموليد بلاحدود بطول 6.3 بوصة وبدقة 1440 بكسل,ويعتبر أول جهاز لسامسونج يأتي بخاصية الكاميرا المزدوجة ورام 6 جيجا.الكاميرا المزدوجة كلاهما بدقة 12 ميجابكسل الأساسة بفتحة عدسة F/1.7 والأخرى الثانوية بفتحة عدسة F/2.4
وبسعات تخزينية داخلية متنوعة "64, 128, 256" جيجابايت ولكن في الولايات المتحدة الأمريكة يأتي بسعة 64 جيجابايت فقط. وبسماعات "AKG" وقلم كما تعودنا بسلسلة النوت، المداخل تتضمن مدخل للسماعة بقطر 3.5 ملمتر ومدخل يوإس بي-فئة سي للشحن ونقل البيانات.

## وصلات خارجية
- مواصفات سامسونج جاكسي نوت 8 سامسونج.